# Grevillea levis
Grevillea levis es una especie arbusto que es endémico de Australia Occidental, donde se encuentra en tierras abiertas o matorrales.

## Descripción
Alcanza entre 1 y 2 metros de altura y produce flores de color blanco o crema, mezclados con rosa en el otoño tardío o mediados de primavera.

## Taxonomía
Grevillea levis fue descrita por Olde & Marriott desde un espécimen recolectado en Mt Churchman y publicado en The Grevillea Book 1: 175. 1995.
Etimología
Grevillea, el nombre del género fue nombrado en honor de Charles Francis Greville, cofundador de la Royal Horticultural Society.
levis: epíteto